# O Desaparecimento de Finbar
O Desaparecimento de Finbar (The Disappearance of Finbar, no original) é um filme de drama e mistério de 1996, dirigido por Sue Clayton.

## Enredo
Finbar e Danny são grandes amigos de infância que moram num bairro deprimente de uma cidade irlandesa. Finbar ganha a oportunidade de jogar futebol num time de futebol internacional no estrangeiro, mas não pode fazê-lo e volta. Ele foi como um herói e voltou como perdedor. Mesmo a relação com Danny está a piorar. Num ato de desespero, ele salta de uma ponte e simplesmente desaparece. Depois de anos sem Finbar, ele está na Suécia e chama Danny, e este segue o seu apelo, desaparecendo do bairro também. Numa odisséia, Danny viaja de Estocolmo para o extremo norte da Suécia, a Lapónia, procurando Finbar. Até lá, ele não só encontra Finbar, mas também pessoas muito bonitas e adoráveis como Abbi. Mas a amizade para Finbar mudou as suas vidas e, eventualmente, separa.

## Elenco
Elenco principal
- Luke Griffin… Danny Quinn
- Jonathan Rhys Meyers… Finbar Flynn
- Sean Lawlor… Michael Flynn
- Jake Williams… Finbar (em jovem)
- Robert Hickey… Danny (em jovem)
- Eleanor Methven… Pat Flynn
- Marie Mullen… Ellen Quinn